# 菊池貝類館
菊池貝類館（きくちかいるいかん）は兵庫県西宮市にあった貝類専門の博物館。1984年に開設され、2010年はじめに休館（事実上閉館）した。
医師で西宮回生病院の院長でもあった菊池典男（1915～2013)は貝類の研究家としても著名であったが、菊池が医業の傍ら世界各地を探検し収集した約8,000種の貝類資料を収蔵し、そのうち2,000種を常設展示していた。初代館長も菊池が務めた。また、菊池典男は米軍統治下で本土復帰前で、沖縄と異なり米軍基地もなかったために、産業や医療体制が前近代状態にまで後退してしまった奄美諸島の医療に尽くした事でも知られている。彼は、この恩義により奄美諸島住民から膨大な数の奄美諸島産貝類標本の寄付を受け、これが菊池コレクションの中で大きな割合を占めていた。
この貝類館では展示ケースにガラスが張られておらず、200kgもあるフィリピン産の大シャコガイや世界最大の巻き貝アラフラオオニシからオウムガイ、サザエ、蛤まで、本物の貝を手にとって触ることができ、いろんな角度からの表情や重さや質感などを確認することができた。
菊池の死後、「コレクションは生まれ育った西宮市へ」という彼の意思を受けた遺族によって、展示収蔵されていた貝類コレクション約1万8千点が西宮市貝類館に寄贈されることになった。
西宮市貝類館は、この寄贈を記念して「菊池典男コレクション展　西宮に生まれ、貝を追い求めた生涯」を2015年3月19日～4月14日まで開催した。今後、同館はコレクションの学術的分類・保管を進めていく予定である。

## 施設概要
- 開館日― 火・土・日・祝日（現在は閉館中）
- 開館時間― 午後1時～5時
- 所在地― 〒662-0957 兵庫県西宮市大浜町1-41

## 交通アクセス
- 阪神本線香櫨園駅徒歩18分

## 周辺情報
- 西宮市貝類館
- 西宮市大谷記念美術館
- 辰馬考古資料館